# Edimar Fraga
Edimar Curitiba Fraga (Iconha, Brasil, 21 de mayo de 1986) es un futbolista brasileño, ha jugado como defensa en el E. C. Santo André del Campeonato Brasileño de Serie D.

## Trayectoria
Edimar se formó en el Cruzeiro brasileño. De ahí salió cedido al Sporting de Braga. También ha probado fortuna en el fútbol rumano, jugando en el Cluj, y en la liga portuguesa, es un trotamundos del fútbol europeo. El defensa brasileño ha jugado en el equipo Associazione Calcio ChievoVerona, club al que llegó procedente del Cluj rumano.
En 2013 militó también en el Río Ave portugués donde era titular indiscutible, llegando a disputar la final de la Copa de la Liga, que finalmente se llevó el Benfica.
En enero de 2015 se unió al Córdoba C. F. en un préstamo durante toda la temporada procedente de la Associazione Calcio ChievoVerona donde había jugado 10 partidos.

## Clubes
| Club                          | País     | Año       |
| ----------------------------- | -------- | --------- |
| Cruzeiro E. C.                | Brasil   | 2005-2010 |
| Guarani F. C. (préstamo)      | Brasil   | 2006      |
| Tupi F. C. (préstamo)         | Brasil   | 2007-2008 |
| S. C. Braga (préstamo)        | Portugal | 2008-2009 |
| CFR Cluj (préstamo)           | Rumania  | 2009-2010 |
| CFR Cluj                      | Rumania  | 2010-2014 |
| Skoda Xhanti F. C. (préstamo) | Grecia   | 2011-2012 |
| Rio Ave F. C. (préstamo)      | Portugal | 2012-2014 |
| A. C. ChievoVerona            | Italia   | 2014-2016 |
| Córdoba C. F. (préstamo)      | España   | 2015      |
| Rio Ave F. C. (préstamo)      | Portugal | 2015-2016 |
| Cruzeiro E. C.                | Brasil   | 2016-2017 |
| São Paulo F. C. (préstamo)    | Brasil   | 2017      |
| São Paulo F. C.               | Brasil   | 2018-2019 |
| Red Bull Bragantino           | Brasil   | 2019-2021 |
| C. R. Vasco da Gama           | Brasil   | 2022-2023 |
| CRB                           | Brasil   | 2023      |
| E. C. Santo André             | Brasil   | 2024      |